# 夏海千佳子
夏海 千佳子（なつみ ちかこ、1943年2月28日 - ）は、日本の女優。東京都足立区出身。宮崎県日向市出生。本名は奥野 和子（旧姓：仮野）。旧芸名は可能 かづ子、可能 かずこ、可能 かず子。

## 来歴
日活、文学座などに所属した正統派の女優だが、ピンク映画にも出演した。特技は英会話。1965年に出演した若松孝二監督『壁の中の秘事』に可能かづ子名義で主演し、注目された。同作品はベルリン映画祭で公開されたことでも話題になった。

## フィルモグラフィ

### 映画
※は主演
- 0歳の女（1964年）※デビュー作
- 鉄火芸者（1965年） - 秀勇
- 壁の中の秘事（1965年）※
- ヒップで勝負（1965年） - かおる
- 未公開の情事（1965年）※
- 禁じられた肌（1965年） - 郷田葉子 ※
- 愛欲の十三階段（1965年）
- 甘い唾液（1965年）
- チコという女・可愛い肌（1965年） - 倉本悦子
- 未亡人日記（1966年） - 竹田砂絵子
- 浅草の踊り子 濡れた素肌（1966年） - あけみ ※
- 俺にさわると危ないぜ（1966年） - キク江
- 肌が知っている（1966年） - 城野周造の後家
- 肉の鎖（1966年）
- 処女の絶叫（1966年）
- 女豹一番勝負（1966年）※
- 汚辱の女（1966年） - 月島一枝
- 臭（1966年）※
- 女子大生の抵抗（1966年）
- 甘い吐息（1966年）
- 夜の日記（1966年）※
- 悲器（1966年）
- 不敵なあいつ（1966年） - ひろ子
- 女の破局（1966年）※
- 0線旅館（1966年）
- 情怨の砂漠（1966年）※
- 禁じられたテクニック（1966年）※
- 快楽のうず潮（1966年）※
- 真夜中の花園（1967年）※
- 私が棄てた女（1969年） - 深井しま子
- “人妻”より 夜の掟（1969年） - フーテンの女・マミー
- 奇妙な仲間 おいろけ道中（1970年） - マリ
- 喜劇 怪談旅行（1972年） - 芸者・金魚
- 女房を早死させる方法（1974年） - 島京子
- 祭りの準備（1975年）
- 俺の選んだ女（1976年） - 美代

### テレビドラマ
- 特別機動捜査隊(1967)
- キイハンター[2]
- 兄貴の恋人
- 金メダルへのターン!
- 土曜日の女シリーズ / 闇に浮かぶ微笑み（1973年、NTV）
- 前略おふくろ様[3](1975-76)
- 飢餓海峡
- 新五捕物帳 第51話「ふたつ名を持つ男」（1978年）- お時（飾り職人・留の妻）
- そば屋梅吉捕物帳
- 噂の刑事トミーとマツ 第35話（1980年）
- 江戸の旋風III
- 江戸の牙
- 江戸の激斗
- 江戸の鷹 御用部屋犯科帖
- 大江戸捜査網 第513話「新隠密登場 謎の慶長大判」（1981年） - おかつ
- 鬼平犯科帳 (萬屋錦之介) 第3シリーズ 第2話「凶賊」（1982年） - 加賀屋の客・おもん
- オレとシャム猫
- 女の橋（譲一の夫）
- 五番目の刑事
- ザ・ハングマン
- 大都会 PARTII
- 津軽海峡冬景色
- 手紙-殺しへの招待-
- 伝七捕物帳
- 東京バイパス指令
- 特命捜査室
- 渚より愛をこめて（明子の友人）
- 泣くな青春
- 熱中時代・刑事編 第9話「新婚刑事 三度のピンチ」（1979年、NTV） - スナック「かくれんぼ」のママ
- 熱中時代 第2シリーズ 第4話「家庭訪問トラブル・ノート 」（1980年、NTV） - 母親
- プレイガール
- プロフェッショナル
- 文吾捕物帳
- マドモアゼル通り
- 夜明けの刑事
- 特捜最前線(1982)

### 特撮
- 怪奇大作戦 第7話「青い血の女」（1968年） - 若い女
- 河童の三平 妖怪大作戦 第18話「妖怪こだまがえし」（1969年） - こだま、こずえ（2役）
- 緊急指令10-4・10-10 第23話「死体を呼ぶ白骨」（1972年） - 恵美子
- ウルトラマンレオ 第25話「かぶと虫は宇宙の侵略者!」（1974年） - ジロウの母
- 少年探偵団 第25話「ミイラは真夜中にくる」（1976年） - トシ
- ザ・カゲスター 第6話「冷凍怪人 どぶねずみ作戦!」（1976年） - 英作の母

## 舞台
- はんらん狂騒曲